# Винтерфельд, Генри
Генри Винтерфельд (нем. Henry Winterfeld), также известный под псевдонимами Манфред Михаэль (нем. Manfred Michael) и Генри Гилберт (англ. Henry Gilbert, 9 апреля 1901, Гамбург, Германская империя — 27 января 1990, Мэчайас, Мэн, США) — немецко-американский детский писатель и иллюстратор.

## Биография
Родом из еврейской семьи. Его отцом был композитор и дирижёр оркестра Макс Винтерфельд, известный под творческим псевдонимом Жан Жильбер, брат которого, Роберт Жильбер (Винтерфельд), также был композитором.
Изучал музыку в Консерватории «Штерн» в Берлине у Клаудио Аррау. Затем работал пианистом и театральным сценаристом. В одной из варьете-постановок по его сценарию в 1923 г. в театре Нельсона играл Ханс Альберс.
В 1933 г., когда сын Винтерфельда Томас (р. 1923, будущий океанолог) заболел скарлатиной, отец, чтобы развлечь его, стал сочинять для него истории, из которых затем получился его первый роман «Тимпетиль — город без родителей», опубликованный в 1937 г. в Швейцарии в издательстве Р. Корроди под псевдонимом Манфред Михаэль.
В том же 1933 г., в связи с приходом нацистов к власти, семья Винтерфельда эмигрировала в Австрию, а затем в 1938 г. во Францию. Уже в сентябре 1939 г. Франция вступила в войну против Германии, и в октябре около 15 тыс. еврейских беженцев были интернированы по формальному основанию в том, что они были гражданами враждебного государства. Сначала их неделю удерживали под открытым небом на стадионе Ролан-Гаррос, затем переправили в лагерь в г. Невер. Тем временем его сын Томас и жена Эльза оставались в Париже, где ходатайствовали об американской визе. К счастью Генри и многих других интернированных, их освободили до мая 1940, когда Франция потерпела поражение, в числе тех, кто был старше 40 лет, болен или имел супругу-гражданку Франции (Генри страдал язвой желудка). Генри вернулся в Париж, где семья получила американскую визу и эмигрировала. В 1946 г. он получил гражданство США и до смерти жил в Рок-Блаффс в округе Вашингтон в штате Мэн.
В 1953 г. Винтерфельд выпустил второй детский роман «Кай — идиот», детектив на древнеримский сюжет, известный в переводе под названием «Детективы в тогах».
Винтерфельд писал преимущественно на немецком. Его книги переведены на многочисленные языки; как парадокс следует рассматривать то, что одна из его книг была опубликована в 1942 г. в фашистской Италии.
В 2008 г. по его первому роману во Франции был поставлен фильм «Сорванцы из Тимпельбаха» (второстепенные роли в нём сыграли Кароль Буке и Жерар Депардьё). В настоящее время в Германии готовится фильм по его второму роману.

## Сочинения
- Сорванцы из Тимпельбаха (1937)
- Кай — идиот, или Детективы в тогах (1953)
- Упавшая с неба (1956)
- Телеграмма Лилипута (1958)
- Пимми Лошадиный Хвост (1967)
- Кай и гладиатор, известен также как Тайна римского выкупа (1969)
- Последний из секунданцев (1971)
- Кай в тисках (1976)